# Generali Ladies Linz 1993
Il Generali Ladies Linz 1993 è stato un torneo di tennis giocato sul sintetico indoor. È stata la 7ª edizione del Generali Ladies Linz, che fa parte della categoria Tier III nell'ambito del WTA Tour 1993. Si è giocato a Linz, in Austria, dal 22 al 28 febbraio 1993.

## Campionesse

### Singolare
Manuela Maleeva-Fragnière ha battuto in finale  Conchita Martínez che si ritirata sul punteggio di 6-2, 1-0

### Doppio
Evgenija Manjukova /  Leila Meskhi hanno battuto in finale  Conchita Martínez /  Judith Polzl Wiesner per walkover